# Aloïse
Pour les articles homonymes, voir Aloïse (homonymie).
Aloïse est un prénom mixte,.
La forme féminine est employée la plupart du temps dans les cultures française et espagnole,.
Même origine qu'Aloïs.

## Variantes
Selon les pays, le prénom a ainsi pris différentes formes :
Prénoms masculins 
- Irlande : Alabhaois
- Pays-Bas : Aloys
- France : Aloïs, Aloys, Aloïse, Aloyse
- Allemagne : Alois
- Portugal : Aluisio
- Brésil : Aloisio
- Biélorussie : Aloiza
- Pologne : Alojzy
- Italie : Aloisi, Aloisi, Aluigi
- Slovénie : Alojz
- Tanzanie / Swahili : Aloyce

Prénoms féminins
- Allemagne : Aloisa, Aloisia
- Espagne : Aloisia, Aloise
- France : Aloysia, Aloysa, Aloïse, Aloyse, Aloÿse

### Autres formes
- Aloïs
- Aloys
- Aloyse

## Personnalités portant le prénom
- Pour l'ensemble des articles sur les personnes portant ce prénom, consulter :
  - la liste des articles dont le titre commence par ce prénom
  - les listes produites par Wikidata : Liste des personnes de prénom « Aloïse » — même liste en incluant les éventuels prénoms composés qui contiennent « Aloïse ».
- Aloïse Corbaz
- Aloïse Sauvage